# Denis O’Donovan

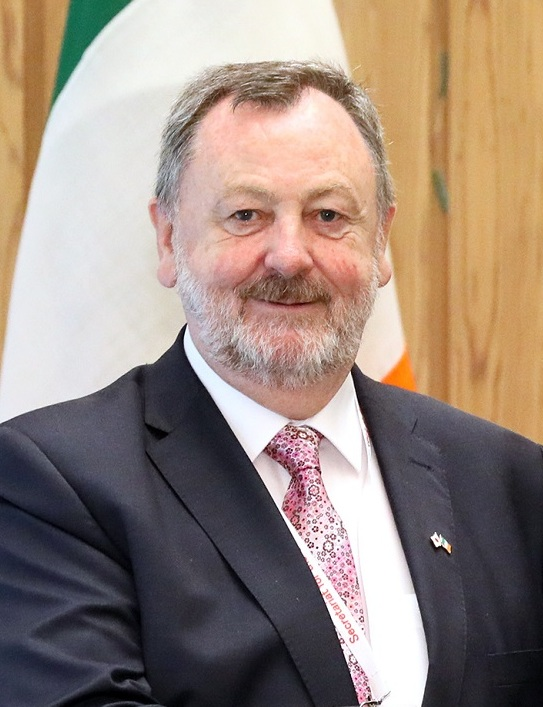
Denis O’Donovan

Denis O’Donovan (irisch Donnchadh Ó Donnabháin; * 23. Juli 1955) ist ein irischer Politiker (Fianna Fáil) und seit 2007 Senator im Seanad Éireann.
O’Donovan studierte am University College Cork, wo er 1975 seinen Abschluss machte.
Im Jahr 1989 wurde er von Taoiseach Bertie Ahern zum Senator im 19. Seanad Éireann nominiert. Im Jahr 1997 erfolgte seine Wahl in den 21. Seanad Éireann, dem er bis 2002, als er in den 29. Dáil Éireann gewählt wurde, angehörte. O’Donovan hatte hierbei für die Fianna Fáil, wie bereits bei den drei vorherigen Wahlen, im Wahlkreis Cork South-West kandidiert. Bei den nächsten Wahlen 2007 konnte er dort sein Mandat jedoch nicht verteidigen, stattdessen wurde er erneut in den Seanad Éireann gewählt. Im Jahr 2011 trat er, mittlerweile zum siebten Mal, im Wahlkreis Cork South-West an, blieb jedoch wie bei den letzten Wahlen erfolglos.